# 林殷臣
林殷臣（？—？），广东海阳（今广东潮安）人，是一名清朝政治人物。拔贡出身。
林殷臣曾于1885年接替吳恆曾任江蘇華亭縣知县一职，1887年由楊開第接任，1890年接替龙景曾任嘉定县知县一职，1891年由张枢接任。